# Johann Gottfried Walther
Pour les articles homonymes, voir Johann Walther.
Johann Gottfried Walther né à Erfurt le 18 septembre 1684 et mort à Weimar le 23 mars 1748, est un musicien allemand, à la fois organiste, compositeur, théoricien et lexicographe de la musique. Contemporain de Johann Sebastian Bach, il est également un de ses nombreux cousins par sa mère, Marie Dorothea Lämmerhirt et lié d'amitié avec lui.

## Biographie
Son père, Johann Stephan (1650-1731), était commerçant à Erfurt.
Après ses premières études à l'école trivium des commerçants d'Erfurt, il fréquente le Ratsgymnasium de la ville jusqu'à octobre 1702. Parallèlement, il prend des cours de musique auprès de Johann Bernhard Bach (un oncle éloigné de Jean-Sébastien Bach) et est nommé à 18 ans organiste de l'église Saint Thomas. De 1703 à 1706, il voyage à travers l'Allemagne, visitant Francfort, Darmstadt, Halberstadt, Magdebourg et Nuremberg. Dans cette ville, il étudie auprès de Wilhelm Hieronymus Pachelbel, un des fils de Johann Pachelbel, autre proche relation des Bach. En 1707, il est nommé organiste de l'église des Saints-Pierre-et-Paul de Weimar, poste qu'il conservera pendant le restant de sa vie. En 1721, il devient également musicien au service de la cour ducale de Saxe-Weimar, enseignant la musique aux enfants du duc.

### Œuvre

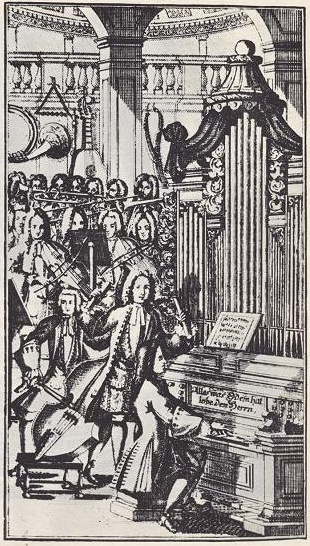
Page de titre du « Musicalisches Lexicon » de Johann Gottfried Walther (Leipzig 1732), représentant un concert à l'église.

Il a notamment composé des chorals variés, des préludes et fugues et 14 transcriptions de concertos de divers compositeurs (Albinoni, Blamont, Gentili, Gregori, Luigi Mancia, Joseph Meck, Taglietti, Telemann, Torelli et Vivaldi). 
Il est l'auteur d'un ouvrage théorique : Praecepta der musicalischen Composition qu'il a écrit pour son élève Johann Ernst de Saxe-Weimar et qui ne fut publié qu'en 1955.
Mais Walther doit surtout sa notoriété à sa compilation du Musicalisches Lexicon oder Musicalische Bibliothek (Leipzig, 1732), monumental dictionnaire de la musique et des musiciens. C'était le premier livre de cette nature rédigé en allemand, mais aussi le premier à rassembler des informations biographiques sur les compositeurs et instrumentistes du début du XVIIIe siècle. Le Musicalisches Lexicon recense et définit 3 000 termes employés en musique. Il apparaît que Walther a rassemblé des informations provenant de plus de 250 sources, comprenant des traités datant de l'époque baroque ou de la Renaissance. Sa source la plus importante tient dans les écrits de Johann Mattheson, autre musicien et érudit contemporain, qui est cité plus de 200 fois.